# Rieju

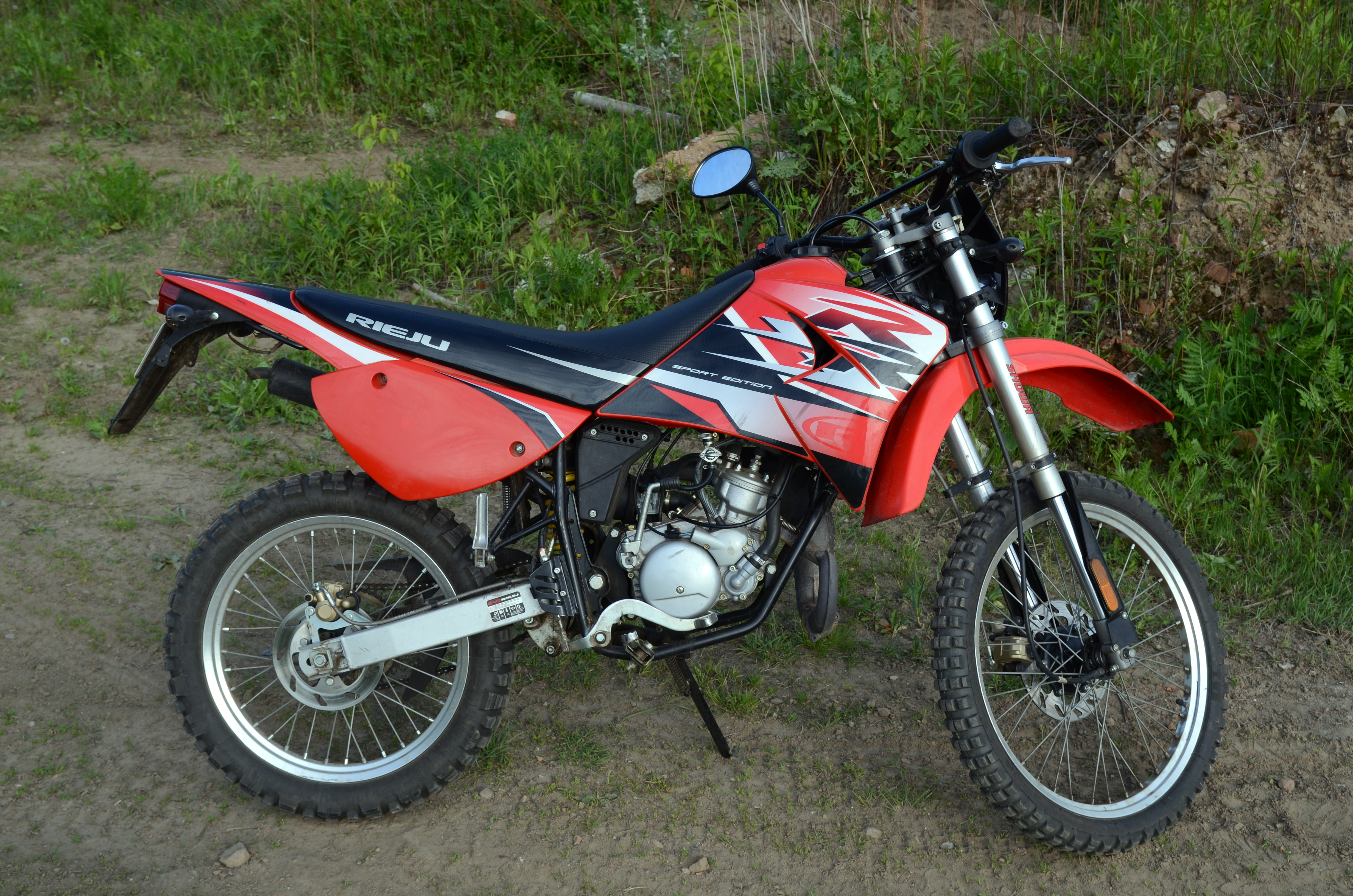
Rieju RR, ano 2006

Rieju é uma companhia motociclística espanhola, sediada em Figueres.

## História
A companhia foi fundada 1934 por dois jovens Luis Riera Carré e Jaime Juanola Farrés.